# Oregon Country Fair

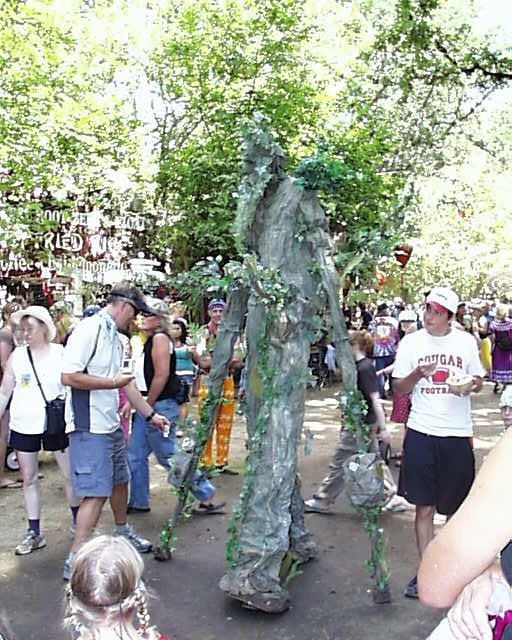
Un échassier déguisé en ent lors de l'édition 2008 de la foire.

L'Oregon Country Fair est un festival estival annuel en Oregon aux États-Unis. Situé le long de la rivière Long Tom, dans la vallée de la Willamette à 24 km à l'ouest d'Eugene, le festival attire tous les deuxièmes vendredis du mois du juillet environ 45 000 personnes qui viennent visiter quelque 350 stands, 18 scènes et autres animations.
Le festival est organisé par l'association à but non lucratif (loi 501c3) éponyme gérée par un conseil d'administration de sept membres élus. Le festival est interdit aux chiens, à l'alcool et fumer n'est permis que dans les zones prévues à cet effet. La nudité intégrale est interdite quoique les seins nus soient admis. La foire a son propre réseau d'eau courante, de systèmes de communications, de méthodes de recyclage, de service de premier secours et d'équipe de sécurité.
La première édition du festival a eu lieu le 1er et 2 novembre 1969 à Eugene sous le nom de Oregon Renaissance Faire. avec l'accroche « venez costumé ». Elle était à l'origine prévu comme une rencontre pour le troc et l'artisanat en vue de gagner de l'argent pour créer une école alternative, la Children's Community School.